# Heinrich von Stephan
Ernst Heinrich Wilhelm Stephan, 1885-től von Stephan (Stolp, Pomeránia, 1831. január 7. – Berlin, 1897. április 8.) a német birodalmi postahivatal államtitkára.

## Élete
1848-ban postaszolgálatba lépett, 1856-ban a berlini főpostahivatalnál titkár lett, 1858-ban tanácsos, 1865-ben előadó tanácsos, 1870-ben főpostaigazgató és az északnémet szövetség postaügyének feje lett. Az első hónapokban nagy feladat várakozott rá: a német-francia háborúban a német hadi postaügy lebonyolítása, de Stephan fényesen oldotta meg feladatát. 1871-ben császári főpostaigazgató lett; 1876-ban a távíró igazgatása a postáéval egybeolvadt; 1879-ben a német birodalmi postahivatal államtitkárává tették. Stephan érdeme elsősorban, hogy a német postaügy mintaszerű magaslatra emelkedett, egységes postatörvényt teremtett, behozta a levelezőlapokat és a postautalványokkal való forgalmat; vagyis számos lényeges könnyítést létesített. Az ő ajánlatára egyesítették a távíróhivatalt a birodalmi postával, melynek egyik következménye az lett, hogy a távíróhivatalok száma 1700-ról 13 000-re növekedett. De Stephannak legjelentékenyebb alkotása a világposta egyesület. Ő sürgette eme fontos terv kivitelét és megérte még azt is, hogy Európának majdnem valamennyi művelt állama e szövetségbe belépett. Megalapította továbbá a postamúzeumot. Werner Siemens-szel megalapította az elektrotechnikai egyesületet, melynek Stephan tiszteletbeli elnöke volt. Stephan tagja volt a porosz urakházának és a porosz államtanácsnak, a hallei egyetemnek pedig tiszteletbeli doktora. Stephan mint író is kiváló alakja Németországnak.

## Nevezetesebb munkái
- Leitfaden zur Anfertigung schriftlicher Arbeiten für junge Postbeamte;
- Geschichte der preussischen Post (Berlin, 1859);
- Das heutige Ägypten (Lipcse, 1872);
- Weltpost und Luftschiffart (Berlin, 1874);

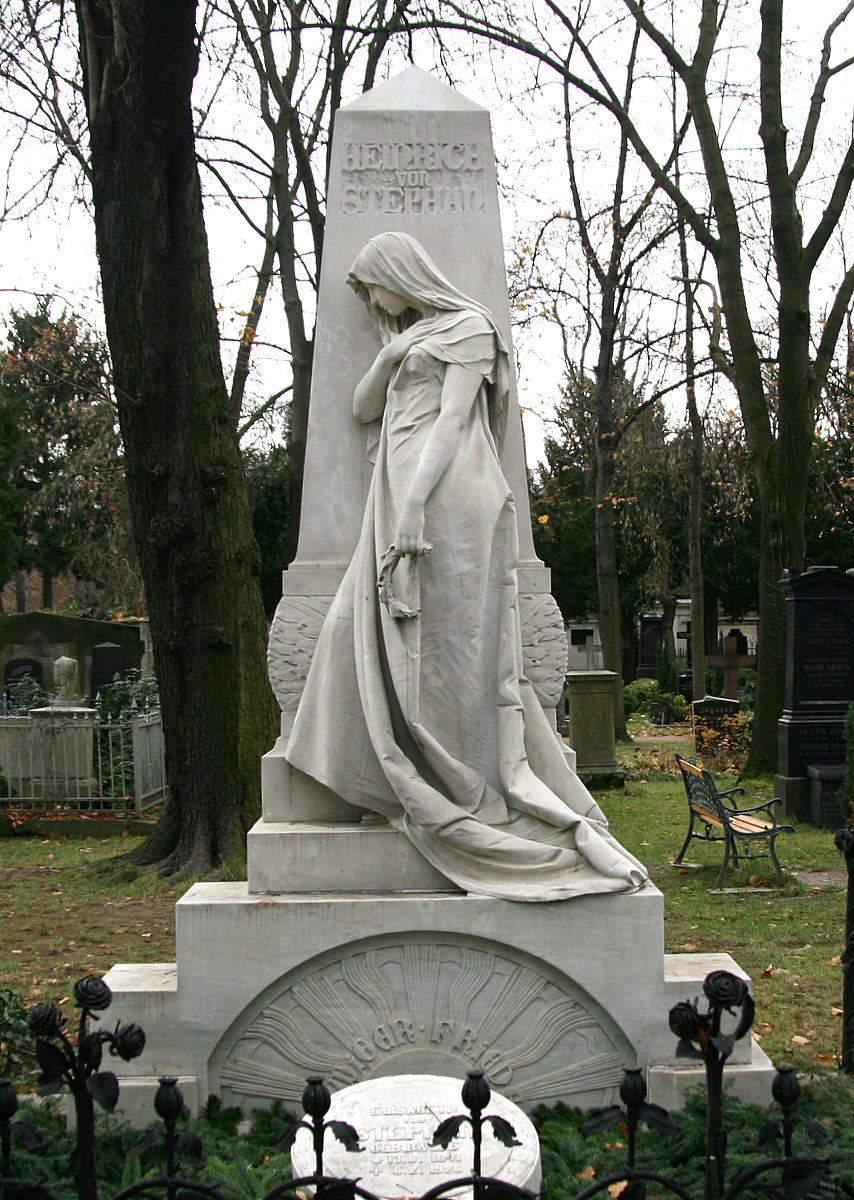
Sírja Berlinben

Ezeken kívül még számos esszét irt.